# Омеляновка (Киевская область)
Омеляновка (укр. Омелянівка) — село, входит в Полесский район Киевской области Украины.
Население по переписи 2001 года составляло 32 человека. Почтовый индекс — 07024. Телефонный код — 4592. Занимает площадь 4 км². Код КОАТУУ — 3223588004.
Сейчас село проходит процесс переименования, ему планируется вернуть название Омельяновка (укр. Омельянівка).

## Местный совет
07024, Киевская обл., Полесский р-н, с. Радинка, ул. Пионерская, 21; тел. 21-1-35.